# 2004年アテネオリンピックのリトアニア選手団
2004年アテネオリンピックのリトアニア選手団（2004ねんアテネオリンピックのリトアニアせんしゅだん）は、2004年8月13日から8月29日にかけてギリシャの首都アテネで開催された2004年アテネオリンピックのリトアニア選手団、およびその競技結果。

## 概要
今大会は金メダル1個、銀メダル2個、合計3個のメダルを獲得した。

## メダル
| メダル | 選手名                             | 競技     | 種目         |
| ------ | ---------------------------------- | -------- | ------------ |
| 金     | ウィルギリウス・アレクナ           | 陸上     | 男子円盤投   |
| 銀     | アウストラ・スクイテ               | 陸上     | 女子七種競技 |
| 銀     | アンドレイウス・ザドネプロフスキス | 近代五種 | 男子         |